# Dearest (松泽由美单曲)
《Dearest》是日本歌手松泽由美的第5支单曲。1998年7月3日由STARCHILD发售。

## 概要
前作之后时隔2个月所发布的单曲。1998年7月3日由國王唱片原版发售之后，2010年2月17日再次发行数字重制版。当時,松澤本人因与eastwest japan有独家授权的关系，1996年所发表的《YOU GET TO BURNING》作为《机动战舰抚子》的电影版主題歌相配合，由STARCHILD发行。2005年9月7日，歌手Angela发表了同名翻唱版本。

## 收录曲目

### 原版
1. Dearest
作詞：有森聡美、作曲・編曲：大森俊之
  - 劇場版动画《機動戰艦 The prince of darkness》主題曲
2. ROSE BUD
作詞：有森聡美、作曲・編曲：大森俊之
  - 劇場版动画《机动战舰抚子 -The prince of darkness-》印象曲
3. Dearest（off vocal）
4. ROSE BUD（off vocal）

### 重制版
1. YOU GET TO BURNING [4:12]
作詞：有森聡美、作曲・編曲：大森俊之
  - 東京電視台系日本電視動畫《機動戰艦抚子》片头主题曲
2. 私らしく [4:54]
作詞：松浦有希、作曲：松浦有希・吉田潔、編曲：松浦有希・吉田潔
3. Dearest [5:20]
作詞：有森聡美、作曲・編曲：大森俊之
  - 劇場版东哈《機動戰艦 The prince of darkness》主題歌
4. YOU GET TO BURNING（off vocal）
5. 私らしく（off vocal）
6. Dearest（off vocal）

## 曲目列表

### Dearest
Dearest / ROSE BUD
| 曲序     | 曲目                         | 时长  |
| -------- | ---------------------------- | ----- |
| 1.       | Dearest                      | 5:21  |
| 2.       | ROSE BUD                     | 4:28  |
| 3.       | Dearest (off vocal version)  | 5:20  |
| 4.       | ROSE BUD (off vocal version) | 4:27  |
| 总时长： | 总时长：                     | 19:36 |